# 東京スーパースターズ
東京スーパースターズ（Tokyo Super Stars）は、漫画『ドカベン スーパースターズ編』および『ドカベン ドリームトーナメント編』に登場する架空のプロ野球球団。

## 概要
本拠地は東京ドーム。キャンプ地は富士山スタジアム（静岡県）、高知市野球場（高知県）。親会社は、携帯電話会社の「ラブアンドピースフォン株式会社」。
2011年までのチームカラーは赤と黒。『ドリームトーナメント編』の2012年から、緑と黄色に変わった。それに伴い、ユニフォームも明訓高校そのままのラインが入った緑をベースにしたデザインに変更された。

## 球団の歴史
2003年オフ、山田太郎をはじめとしたいわゆる「山田世代」の名選手たちの、FA権獲得によるメジャーへの一斉流出という、日本球界の存亡にも関わる事態を危惧したプロ野球総裁・崖渕壮兵衛の超法規的措置により、日本ハム移転後の東京ドームを本拠地としてパ・リーグに新設された。山田をはじめ明訓野球部の元チームメイトである里中、岩鬼、殿馬、微笑を中心に、入団テストで選ばれた25人を加えた30人をメンバーとし、かつて明訓監督を務めた土井垣将が監督に就任した。
2004年
開幕戦の対四国戦（松山）には勝利。投手不足が響き、4位に終わる（パ・リーグは8球団あるのでAクラス）。
2005年
開幕戦（フルスタ宮城）は真田一球率いる楽天に惜敗するなど、4月は最下位に低迷したが、セ・パ交流戦で優勝。ここから首位にたち、勢いそのままにレギュラーシーズン1位通過。
プレーオフで2位の四国を、日本シリーズでもセ・リーグ優勝の札幌華生堂メッツを破り日本一。さらにアジアシリーズでも優勝した。
オフにはドラフトで義経光らが入団。
2006年
開幕戦の対四国戦（東京ドーム）では不知火守に1試合21奪三振の日本記録を達成されるが、土井垣のサヨナラ本塁打で勝利。最終戦の対四国戦に敗れ、レギュラーシーズン3位に終わる。
プレーオフ第1ステージでは2位の四国を2勝1敗で破り、第2ステージ進出を果たすも、1位の日本ハムに2連敗を喫し敗退。
2007年
開幕戦の対ソフトバンク戦（ヤフードーム）で、里中が通算150勝を完全試合で飾る。対楽天戦では山田が通算2000本安打を達成。
リーグ戦の最終順位は不明だが、クライマックスシリーズで優勝。中日との日本シリーズでは、第七戦で山田が逆転サヨナラ3ランを放ち、4勝3敗で2年ぶり2度目の日本一。アジアシリーズの成績は不明。
2008年
開幕戦の対日本ハム戦（東京ドーム）では、ダルビッシュ有に18三振を奪われるが、山田の2本塁打で勝利。リーグ首位で交流戦に突入するも、初戦の対横浜戦（横浜スタジアム）で17点を奪われる大敗。結局勝率5割で交流戦を終え、首位陥落。シーズン最終戦のソフトバンク戦（ヤフードーム）で、山田がプロ野球新記録の6打席連続本塁打を放ち、シーズン3位を決めクライマックスシリーズ進出。
第1ステージでは2勝1敗で西武を下し、第2ステージに進出。そして四国も4勝2敗で下し日本シリーズ出場を決める。巨人との日本シリーズでは4勝3敗で2年連続3度目の日本一に輝く。アジアシリーズの成績は不明。
2009年
山田の故障の影響もあり、楽天・西武相手に開幕6連敗。7試合目の日本ハム戦で、里中が谷元圭介に投げ勝ち、初勝利。交流戦終了時点で勝率五割。後半戦は山田が二軍落ちするなどして一時最下位に転落するが、山田の復活とともに急上昇し、一時は首位を狙う位置につけるも、結局4位に終わる。
2010年
微笑が4月終了時点で打率1割9分と打撃不振に陥り、レギュラーから外される。その後代打として起用されたが結果が残せず、交流戦前に酒丸諒太との交換トレードで広島東洋カープに移籍。
リーグ戦、クライマックスシリーズで優勝し、日本シリーズでも中日を4勝2敗で下す。
2011年
リーグ戦、クライマックスシリーズを制覇し、日本シリーズでは前年と同じく中日と対戦。4勝3敗で勝利し、2連覇を果たす。

## 主な選手・球団関係者

### 投手
里中智（さとなか さとる）(1)：（明訓高校→ロッテ→東京）
スターズのエースで、先発陣の柱。投手ながら小柄なことと明訓時代の功績から「小さな巨人」の異名を持つ。
1995年にドラフト3巡指名されロッテに入団。当初はストッパーとして活躍し、3年目から先発へ。プロ入り後は怪我しやすい体やスタミナ不足を克服。揺れて落ちるシンカー「サトルボール」や一度宙に浮いて落ちる「スカイフォーク」が武器。2008年オフに山田の妹・サチ子と結婚。
宮野操（みやの みさお）(11)：（気楽食品→東京）
2006年大学・社会人ドラフト4位で入団。
坂崎律彦（さかざき のりひこ）(12)：（新幹広島→東京）
2006年大学・社会人ドラフト6位で入団。
本領弘之（ほんりょう ひろゆき）(13)：（荻窪大学→東京）
2006年大学・社会人ドラフト2位で入団。右投右打。抑え投手で、「トリオ・ザ・ブルペン」の一人。シンカーが武器。眼鏡が特徴的。プロ初登板の対阪神戦でプロ初セーブを記録。
緒方勉（おがた つとむ）(15)：（いわき東高校→イワキ電工→東京）
2004年テスト入団。ベース手前80センチから落ちるフォークが最大の武器。会社の野球部が解散したのを機にテストを受け合格した。現在ローテーションで活躍。
国定忠治（くにさだ ちゅうじ）(16)：（赤城山高校→東京）
2004年テスト入団。速球が売りで、実力者相手だと超一流の実力を発揮する。現在目立った活躍こそないが、先発ローテーションを守っている。強打のスイッチヒッターでもある。
立花光（たちばな ひかり）(17)
2010年ドラフト5位で入団。女性。右投。183cmの長身。
当初は捕手としての入団だったが、土井垣に投手としての才能を見い出され転向した。2010年開幕戦のロッテ戦で初登板初先発し、大友剣と投げ合ったが、完投負けした。
小林真司（こばやし しんじ）(18）
東郷学園出身。米・マイナーリーグを経て入団。「ドリームトーナメント編」阪神との2回戦の前に加入し、即先発登板した。
隼走（はやぶさはしる）(19)：（ブルートレイン学園高校→東京）
2004年テスト入団。それほど高い実力ではないが、ナイターになると、照明を利用した消えるスローカーブを投げたりと極端に強くなるクセ者。ボークと紙一重のトリック牽制も得意。ローテーションの一角を担い、投手ながらかなりの俊足。
木下次郎（きのした じろう）(20)：（赤城山高校→東京）
2004年テスト入団。山田・岩鬼・殿馬らと同じ鷹丘中学卒業。両投げ（スイッチピッチャー）であり、投球モーションに入ってもまだどちらの腕で投げるか分からないという変則フォームを駆使する。
入団時は抑え兼任ながら、シーズン中に先発に転向。現在もローテーション。チームメイトから「わびすけ」と呼ばれることもある。
飯島章博（いいじま あきひろ）(27)：（CM工房→東京）
2006年大学・社会人ドラフト5位で入団。右投右打。中継ぎで、「トリオ・ザ・ブルペン」の一人。入団当初は緩急を利用した投球が持ち味だったが、現在は日本、メジャーを問わず様々な名投手の髪型、フォーム、癖を真似る「ものまね投法」を得意とする（ただし、球威までは真似できない）。眼鏡にヒゲ面。元阪神ファンだが、タイガースびいきしている事を遠ざけてはいない（その分、よく池田に怒られる）。病床の妻・雅子がいる。2006年の阪神戦で初先発。KO寸前までに打ちこまれたが、神がかり的なバカヅキでプロ初先発初勝利。2008年の横浜戦では「善博」（よしひろ）と呼ばれていた。
『あぶさん』では、景浦一家の写真撮影をしたカメラマンとして登場。
池田治道（いけだ はるみち）(45)：（PL電機→東京）
2006年大学・社会人ドラフト7位で入団。右投右打。中継ぎで、「トリオ・ザ・ブルペン」の一人。元中日ファン。かなりのタフで、チョビヒゲ。飯島の初先発試合に中継ぎでプロ初登板。かなり乱打されたが、神がかり的にも失点は0。
酒丸諒太（さかまる りょうた）(47)：（広島→東京）
2007年ドラフト2位で広島に入団。1年目は10勝4敗で新人王を受賞したが、以降は成績が伸び悩み、4年目の2010年、打撃不振に陥っていた微笑とのトレードで東京に入団した。お酒を飲み、身体が温まると一流投手に変貌する。
賀間剛介（がま ごうすけ）(55)：（甲府学院→東京）
2004年テスト入団。山田ですら外野に飛ばすのが困難な程の重い球質の剛球を投げる。かなりの長打力も併せ持つ。
作中ではほとんど出番が無いため、先発かリリーフかも不明。打者としてDH・代打出場することもある。
有野芳人（ありの よしひと）(91)：（王将大学→東京）
2006年大学・社会人ドラフト3位で入団。愛称は「ミラクル有野」。牽制球の上手さは神がかり的。スタミナ不足が目立つ。ストッキングは片方上げ、片方下げている。2006年の日本ハム戦でのリリーフがプロ初登板。それ以降は出番がない。紅白戦に先発。
冬木春太郎（ふゆき はるたろう）(99)：（ホンマ電機→東京）
2010年ドラフト1位で入団。高校時代に四国からドラフト指名を受けるも、3位という評価に腹を立てて入団拒否。社会人に進んでいた。タフネスで血の気が多い性格。

### 捕手
山田太郎（やまだ たろう）(2)：（明訓高校→西武→東京）
不動の4番打者。1995年、ダイエーと巨人以外の10球団からドラフト1巡指名を受け、抽選の結果西武に入団。当初は清原和博の影響で3番打者だったが、清原のFA移籍後、シーズン途中で4番に抜擢。
2001年三冠王、2002年に打点162の日本新記録等、作品内で日本最高の捕手。また最高の鈍足の持ち主でもあるが、気合のヘッドスライディングで内野安打を打ったこともある。
武市（たけいち）(26)
2006年春の紅白戦では紅軍6番打者。右打。
土井垣将（どいがき しょう）(30)（明訓高校→日本ハム→東京）
監督。2年目より選手兼任監督として、主に一塁手兼DHで出場。日本ハム時代は捕手だったため、山田が負傷した際には捕手に復帰したことがある。
三男（みつお）
名字は不明。紅白戦で球審を務めた。

### 内野手
桜木新之助（さくらぎ しんのすけ）(05)：（井の頭公園高校→東京）
2006年大学・社会人ドラフト8位で入団。遊撃手。右投右打。
あだ名は「小岩鬼」で、小さなハッパと学生帽を身に着けている。自ら土井垣に売り込み、唐突なインセンティブ契約を行った（この契約内容を全て満たすと、1億円近くになるらしい）。打撃は非力だが、岩鬼をも凌ぐ守備範囲の持ち主（守備範囲が広すぎて届いてしまうため、高校時代の公式戦で30失策だった）で、完璧にキャッチできれば三遊間からヒットが消えると土井垣に評された。「内野手は40mもあれば十分でしょ」と自ら語るなど、弱肩の模様。初出場は2006年の阪神戦と見られる。以降、岩鬼の控えのような扱いを受けている。
殿馬一人（とのま かずと）(4)：（明訓高校→オリックス→東京）
2番二塁手。1995年、ドラフト5巡指名でオリックスに入団。「白鳥の湖」、「G線上のアリア」、「くるみ割り人形」など、数々の「秘打」を使いこなす。オリックス時代はイチローと共に最強の1・2番コンビを組んでいた。毎年オフにはピアノのチャリティーコンサートを開いている。
岩鬼正美（いわき まさみ）(5)：（明訓高校→ダイエー→東京）
不動の1番三塁手。1995年、ダイエーと巨人の「ONコンビ」からドラフト1巡指名を受け、クジ引きの結果、ダイエーに入団。恐怖の1番打者として、本塁打王争いの常連に。悪球打ちで、ど真ん中が打てないが、たまに首テーピング打法、挑発打法など工夫をすることもある。
星王光（ほしおう ひかる）(21)：（りんご園農業高校→東京）
2004年テスト入団。甲子園では、山田のリードを読み取って里中から2打席連続本塁打を放った。現在はフォアマンとほとんど同じ扱いで、一塁手・DHで出場。
2006年の日本ハム戦で、3フィートラインオーバーのルールで勘違いを犯し（難しいルールであった）、2点を奪われる。
一将（かずまさ）(31)
三塁手。紅白戦では白軍1番打者。右投左打。「ヒットマン」と呼ばれている。
坂口（さかぐち）(39)
二塁手。紅白戦では紅軍9番打者。左打。
ハリー・フォアマン(44)：（クリーンハイスクール→アメリカ・3A→東京）
2004年テスト入団。里中の球を軽く合わせるだけで本塁打にしたほどの怪力の持ち主。高校時代は外野手だったが、現在は一塁にコンバートし、主にDHで出場。スタメンと控えを行き来している。
サル(51)
本名猿渡（さるわたり）。2004年テスト入団。遊撃手。右投両打（しかし、右投手相手に右に立つことも多い）。孫悟空の如意棒のような（山田談）極端に長いバットを使用。打撃力は皆無だが、守備・走塁はかなりの実力者。
楽天・真田一球をして「何者だこやつ」と言わしめるほどの殺気を持つ。入団時に一言喋ったきり2年間無口だったが、2006年の日本ハム戦で口を開く。途端に悪猿になり、その試合で常識はずれの一塁内野ゴロでの3点タイムリー三塁打を放つ。その後は普通にしゃべるキャラに変わった。2007年のオープン戦では、初めて外野の守備に入った。高校2年まで捕手を務めていた事もあり、山田の負傷離脱中にはマスクをかぶっていた。語尾に「キー」をつける。
吉野（よしの）(60)
一塁手。紅白戦では紅軍7番打者。左投左打。
長島（ながしま）(03)
鷹丘中学出身。『ドリームトーナメント編』で登場。ノンプロから入団したという。

### 外野手
足利速太（あしかが はやた）(0)：（いわき東高校→東京）
2004年テスト入団。緒方と同期。作中でも一、二を争う俊足を持つ。8番中堅でレギュラーだったが、義経にポジションを奪われた。微笑の移籍後は外野のレギュラーに復帰している。
義経光（よしつね ひかる）(3)：（弁慶高校→山伏道場→東京）
2006年大学・社会人ドラフト1巡指名で入団。指名当時入団を断ろうとしていたが、土井垣の「投手でなくセンターとして指名した」という言葉に感銘を受け入団を決意。入団後は不動の中堅手として活躍。
微笑三太郎（ほほえみ さんたろう）(7)：（明訓高校→巨人→東京→広島→京都）
3番左翼手。1995年、ドラフト3巡指名で巨人に入団。
2010年、深刻な打撃不振に陥り、広島の投手・酒丸諒太とトレードされた。『ドリームトーナメント編』にて新球団・京都ウォーリアーズに移籍し、選手兼任監督に就任。
山岡鉄司（やまおか てつじ）(8)：（明訓高校→東海大学→SS青森→東京）
7番または8番右翼手。明訓時代の山田たちの先輩で、山田世代の1つ上。
恭兵（きょうへい）(10)
左翼手。右投右打。紅白戦では白軍3番打者で、本領のシンカーを安打し、長嶋茂雄のごとくオーバーランを披露するが、足利からの送球でタッチアウトとなる。山田曰く「マスクが甘い」。サングラスをつけている。
奥村（おくむら）
右翼手。紅白戦では紅軍5番打者。
石井
中堅手。紅白戦では白軍6番打者。本人の登場はなし。

### その他
関根
選手。紅白戦では白軍8番打者。DH出場のため、ポジションは不明。本人の登場はなし。
北満男（きた みつお）：（明訓高校→東京大学→東京）
球団マネージャー。打撃投手も兼任。明訓高校野球部出身で、山岡と同期。